# 撒马尔罕迪纳摩足球俱乐部
撒馬簡迪戴拿模足球會乌兹别克斯坦撒马尔罕市的一个足球俱乐部。该俱乐部成立于1960年。